# Z.O.A
Z.O.A（ゾア、ZoologicalOlacigoloporhtnA）は、1984年に森川誠一郎を中心に結成された日本のロック・バンド。

## 来歴
1984年に森川誠一郎（ヴォーカル）を中心に結成。
ハードコア・パンク、ポジティヴ・パンク、ノイズ／インダストリアル系のイベントを中心にライヴ活動を頻繁に展開し、上記のすべての要素を併せ持った独特の音楽性と、奇妙なメイクをして腕を切りつけたりビンの破片を投げつけたりする森川の派手なパフォーマンスで支持を広げ、1986年にファースト12インチEP『Z.O.A』を発売。この頃からルインズ、YBO2、ボアダムスらとの共演が増え、同年9月、森川以外のメンバーが全員SODOMに引き抜かれたことをきっかけに、森川はYBO2にギターとして参加する。
1987年になり、黒木真司（ギター）が加入するなどメンバーも揃いZ.O.Aは活動を再開、それまでより技巧派のメンバーが集まったことでそれまでの音楽性にアヴァンギャルド／プログレッシブ・ロック色が加わる。同年、トランス・レコードからセカンド12インチEP『OFF BLACK』、翌1988年にファースト・アルバム『HUMANICAL GARDEN』を発表。頻繁なライブ活動もあって、インディーズ・シーンでYBO2、ASYLUM、SODOMなどトランス・レコードの同輩と共に人気を博す（当時は「トランスギャル」と呼ばれる同レーベル所属バンド専属のおっかけが存在するほどだった）。
1989年に、元女的（ガールティック）の篠原貴仁（ベース）が加入し、雑誌「宝島」のキャプテン・レコードからセカンド・アルバム『BURMMA』を発表。サウンドプロデューサーに藤田タカシ（元Doom）、ドラムスにPazz（元GASTUNK、Doom）、キーボードに姫（元女的）が参加した。
1991年には、Aja RECORDSよりサード・アルバム『Confusion in Normality』を発表するが、1992年からほぼ活動休止状態となる。
また一時期、吉田達也（ドラムス）も参加していたことがあり、その音源が1993年にライブ・アルバム『太陽の序曲 OVERTURE TO THE SUN』として発表されている。
活動休止中、森川は80年代からZ.O.Aと並行して活動していたセッションバンド「S-AMERICA」や「仏陀伽耶降魔」など新たなユニットで活動。そして1998年、森川は「Grand Fish/Lab」という自身のレーベルを立ち上げ、2000年には、9年ぶり4枚目のアルバム『仮想の人-The moon said that you are the moon-』を発表するが、その後、活動停止した。
森川は、2002年に、ソロ・アルバム『空蝉』を発表した後北海道に隠遁したが、2012年からは割礼の山際英樹（ギター）、元不失者・マヘル・シャラル・ハシュ・バズ・渚にてなどの高橋幾郎（ドラムス）とバンド「血と雫」を結成し活動を再開している。
2015年3月、AUTO-MODの結成35周年記念ライブ『時の葬列～方舟の章 Vol.3』にて、一夜限りの再結成ライブを行う。
2019年2月17日、東京・高円寺 HIGH、24日に大阪・北堀江 club vijonにて、約29年ぶりのワンマン・ライブ『Humanical Garden 21st』を開催。さらに、約20年ぶりのスタジオ作品『Six Tracks』と、ライブDVD『Melancholiac Composers With No Destination on Movie』を同時リリースした。
2020年、Borisとのコラボレーション・アルバム『リフレイン』をリリース。
2023年、2024年10月をもって解散することを発表した。
2024年10月13日、14日に東京・高円寺HIGHにて、ラストライブ「Z.O.A 1984-2024 'Ride the snake to the lake'」を開催し、ラスト・アルバム『night's wanton spider』をリリース。40年の歴史に幕を閉じた。

## メンバー
- 森川誠一郎 （ヴォーカル、キーボード）
- 川津雅彦（ギター）
- 黒木真司（ギター）
- 山岡晃（ギター）[6][7]
- 安藤啓一（ベース）
- 中川寛助 （ベース）
- 篠原貴仁（元女的）（ベース）
- 田中慎也 （ベース）
- 星野昌巳 （ドラムス）
- 野島正男 （ドラムス）
- Pazz（元GASTUNK、Doom） （ドラムス、パーカッション）
- 高沢秀郎 （ドラムス）
- 藤掛正隆 （ドラムス）
- 吉田達也 （ドラムス、パーカッション）
- 木村 陽 （パーカッション）

## ディスコグラフィー

### シングル
- Z.O.A（1986年） ※12インチEP
- OFF BLACK（1987年） ※12インチEP
- FLOW DEEP SORROW / KEEP YOU ONLY（1988年） ※7インチEP
- OVERTURE TO THE SUN-melancholiac composers with no destination 3（1993年） ※7インチEP

### アルバム
- HUMANICAL GARDEN（1988年）
- BURMMA（1989年）
- Melancholiac Composers With No Destination（1990年） ※ライブ・アルバム
- Confusion in Normality（1991年）
- MISERY-melancholiac composers with no destination 2（1992年） ※ライブ・アルバム
- 太陽の序曲 OVERTURE TO THE SUN-melancholiac composers with no destination 4（1993年） ※ライブ・アルバム
- Humanical Garden 19th from 99to00（1999年） ※ライブ・アルバム
- 仮想の人=The moon said that you are the moon（2000年）
- Six Tracks（2019年）
- リフレイン（2020年） ※Borisとのコラボレーション・アルバム、「Z.O.A x Boris」名義
- night's wanton spider（2024年） ※ラスト・アルバム

### 非売品
- talking to the angel-豚の神様（1987年） ※ライブ会場で配布されたASYLUMとのカップリングソノシート
- WALL（1989年） ※ライブ会場で配布されたソノシート
- MAN CAGED AT THE ZOO（1989年） ※ライブ会場で配布されたソノシート
- SADSONG（1991年） ※ロッキンf誌付録ソノシート
- untitled（1999年） ※ライブ会場で配布された3曲入CD

### 映像作品
- OVER THE TRAP（1988年） ※ビデオ
- Humanical Garden 18th 28 December 1998 Loft（1989年） ※ビデオ
- Humanical Garden 19th Film at Loft（2000年） ※ビデオ
- Melancholiac Composers With No Destination on Movie（2019年） ※2015年、AUTO-MODの結成35周年記念ライブ『時の葬列～方舟の章 Vol.3』に出演した際のライブ映像（DVD）